# Dendrobeania (Beanodendria) elegans
Dendrobeania (Beanodendria) elegans is een mosdiertjessoort uit de familie van de Bugulidae. De wetenschappelijke naam van de soort is voor het eerst geldig gepubliceerd in 1996 door d'Hondt & Gordon.